# 中央人民政府邮电部
中央人民政府邮电部是根据1949年9月27日中国人民政治协商会议第一届全体会议通过的《中华人民共和国中央人民政府组织法》第十八条的规定，于1949年10月1日设置的一个中央人民政府政务院部门。1954年9月，第一届全国人民代表大会第一次会议在北京召开，会议通过了《中华人民共和国宪法》和《中华人民共和国国务院组织法》，成立中华人民共和国国务院。根据国务院《关于设立、调整中央和地方国家机关及有关事项的通知》，中央人民政府邮电部即告结束。国务院按照《国务院组织法》的规定，将原中央人民政府邮电部改为中华人民共和国邮电部，接替相关工作，成为国务院组成部门。

## 部门工作
按照相关规定，中央人民政府邮电部在政务院财政经济委员会的指导下展开工作。作为国家行政机构，中央人民政府邮电部对全国范围内的邮政和电信事业进行统一领导和管理。

## 组织结构
1953年时，中央人民政府邮电部机关设置为办公厅和15个厅局司级机关：
- 中央人民政府邮电部
  - 办公厅
  - 计划司
  - 财务司
  - 人事司
  - 教育司
  - 供应局
  - 基本建设局
  - 工程局
  - 设计局
  - 邮政总局 副局长赵志刚
  - 长途电信总局：1949年，全国长途电信传输7.6万杆多公里架空明线线路，线对14.6万公里，长话电路2800条。上海打电话给北京，每三分钟为一次需付费九元;北京打过去也需五元五角。按照全国距离不同将长途电话费划分为36级。
  - 市内电话总局：1949年全国市话交换机31万门，电话用户21.5万户，电话普及率每百人0.05部;
  - 监察室
  - 劳动工资处
  - 国际关系处
  - 保卫处

## 管理体制
最初，沿袭了历史体制，采取了“统一领导、分别经营、垂直系统”的体制。设邮政总局和电信总局（局长王铮）。根据苏联专家建议，1950年7月邮电部决定邮政、电信在邮电部集中统一领导下，部内实行专业分工，设邮政总局、长途电信总局、无线电总局、市内电话总局4个业务职能局；区管理局以下实施“邮电合一”体制。邮电局分为一等、二等、三等、四等。
- 中央人民政府邮电部
  - 大行政区邮电管理局
    - 省级邮电管理局
      - 现业（直接办理业务）邮电管理局

1953年开始，改变邮电部门垂直体制为双重领导，邮电人事、财务管理权限主要在省政府一级，实行“系统领导、地方指导”原则。

## 历史
1950年2月14日，中苏两国政府签订了《中苏友好同盟互助条约》。在周恩来总理主持下，随访的中国邮电代表团与苏联通信部签订了《建立电报电话联络协定》，决定修建北京至莫斯科之间的直达电信线路，全长1.2万多公里，其中中国境内全长2478公里，从北京经山海关、锦州、沈阳、长春、哈尔滨、齐齐哈尔、海拉尔，到满洲里，然后与苏联通信线路连接。这条线路要开通两对3路载波铜线，即在普通线路上增开3路电话，一对线即可同时传送4路电话，两对线可同时满足8路电话的通话。1950年5月正式开工，要求年内全线开通。1950年12月12日北京至莫斯科电路正式开通，成为中国第一条国际电信线路，当时世界最长的架空明线载波电路。邮电部向参加国际电信线路工程建设的职工颁发了“1950年恢复建设纪念章”。

## 历任部长
1. 朱学范（1949年10月-1954年9月）

## 副部长
- 王诤
- 王子纲（原中央人民政府邮电部长途电讯总局局长，1952年8月）
- 范式人（原中央人民政府粮食部副部长，1952年11月）
- 钟夫翔（原中南邮电管理局局长，1953年9月）